# キクユ族
キクユ族（キクユぞく; キクユ語： 集団としては Agĩkũyũ、個人としては Mũgĩkũyũ /mòːɣèkòjóꜜ/）は、アフリカ東部、現在のケニアを中心とした地域に住む民族である。

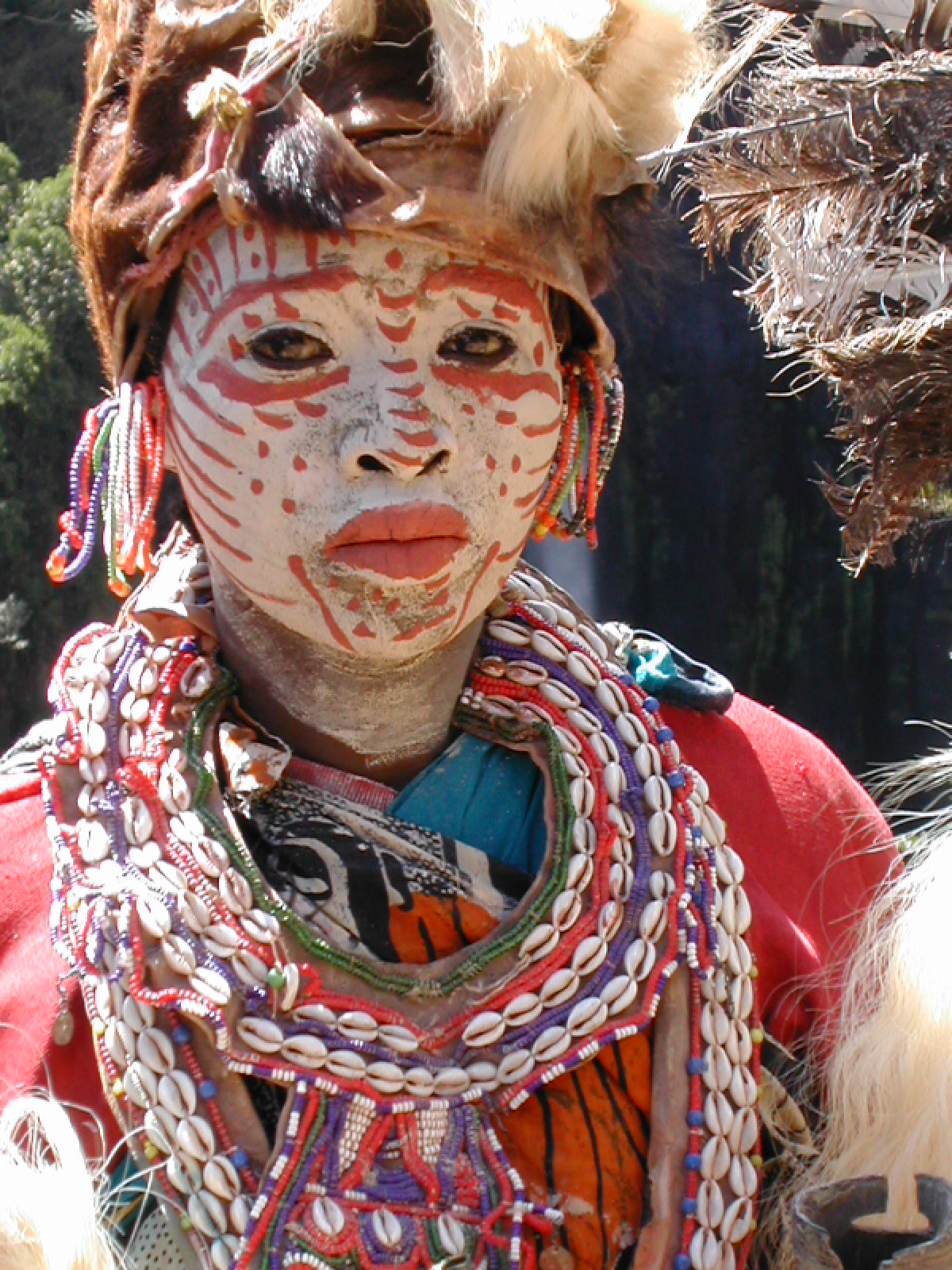
伝統的な衣装・化粧をほどこした女性

## 概要
主にケニア中央部に住むバントゥー系農耕民で、キクユ語（英語: Kikuyu; キクユ語: Gĩkũyũ あるいは Gĩgĩkũyũ) を話す。ケニア人口の22%に当たる、534万(1994年)の人口を擁する国内最大の民族である。確かではないが民族学者は他のバントゥー系の民族と共に西アフリカから現在のタンザニアを抜けキリマンジャロを東に移動しケニア山の周りに移住し、残りは南部アフリカに移住したと信じている。エンブ (Embu)、メル (Meru) などの隣接民族と言語・文化的に近い。居住地は首都ナイロビから北西方面に当たる。元は狩猟採集民であったと考えられているが、ケニア山及びケニア高地で農耕を営んだ。早くから白人入植者に土地を奪われ、労働に徴用された。また、ミッション系の学校で教育を受けた多くの若者がナイロビで働いた。

## 歴史
第一次世界大戦にケニアに入植した、後のデンマーク作家カレン・ブリクセンは自分のコーヒー園で雇用したキクユの人々について次のように書いている（『アフリカの日々』より）。
反抗心を持たず、羊のように我慢強い土地の人たちは、権力も保護者もないまま、自分たちの運命に耐えてきた。偉大なあきらめの才能によって、今もなお彼らは耐えている。キクユ族はマサイ族のように隷属に耐えず死を選ぶことはないし、ソマリ族のように、傷つけられ、だまされ、軽んじられた場合、運命に挑戦することもない。異国の神とも親しみ、とらわれの境遇にも耐えてきた
こうした背景から、1919年にキクユ人ハリー・ズク（Harry Thuku）がナイロビで東アフリカ協会（EAA）を組織し、これがケニアの民族主義的な政治運動の始まりとなる。1924年には青年層を中核とするキクユ中央協会（KCA）ができ、植民地政府と同調する首長勢力と対決した。KCAは労働問題やアフリカ人への土地返還などと取り組み、近縁の民族だけでなく、ルオ人やルイア人とも超民族的な連帯を達成した。平和的な手段にあきたらずKCA急進派が起こしたのが1952年からのマウマウ戦争であり、これが白人入植者撤退のきっかけとなった。
1960年にケニアの民族主義者たちはケニア・アフリカ民族同盟 (KANU) に結集するが、1963年の独立後、穏健派のキクユであるジョモ・ケニヤッタ（Jomo Kenyatta）が保守勢力を引き込んで新植民地政策をとると、急進派は社会主義をかかげて対立した。1978年ケニヤッタが没すると、将来の大統領の座を狙っていたケニヤッタ政権の司法長官のキクユ人らは当時副大統領であったトゥゲンのダニエル・アラップ・モイ（Daniel arap Moi）擁立に動き、当初はキクユから軽く見られていたモイが就任したが、彼はやがて強権化を推し進めて行くこととなる。今日でもキクユ人の一部には、不遇の念が強くわだかまっているという。
2002年以降の第3代ケニア大統領ムワイ・キバキ（Mwai Kibaki）はキクユ族の出身者であり、彼の政策は他部族から露骨なキクユ族優遇政策であると見られている。2007年12月の選挙においてキバキ陣営は対立候補であるルオのライラ・オディンガ（Raila Odinga）候補を僅差で破り再選を果たしたが、不正選挙ではないかと疑った若者たちと治安部隊との衝突を皮切りに、民族同士による虐殺が起きるほどまでに事態が深刻化した暴動（ケニア危機 (2007年-2008年)）が起こり、他部族がキクユ族に対してあからさまな敵対行動を見せるようになっている。

## 宗教
キクユ族は歴史的には「伝統信仰」を信じてきたが、現在はほとんどがキリスト教に改宗している。キクユ族の伝統信仰は、ケニア山の頂上に座する神・ンガイ（キクユ語: Ngai）を奉ずる一神教である。ンガイは、マーサイ族からはエンカイ（マサイ語: Enkai）と呼ばれているが、同じ神を指している。

## 部族組織
民族の家族的な単位は男系の氏族あるいはクラン（英: clan; キクユ語: mũhĩrĩga、モヘレガあるいはムヒリガ）の下にサブクラン（英: sub-clan; キクユ語: mbarĩ、バリ）、更にその下にリネージ（英: lineage; キクユ語: nyũmba、ニョンバあるいはニョムバ）というように血縁による縦のつながりが重層的に見られるものであり、これにリイカ（参照: #割礼）というバリ同士を横につなげる機能を果たす集団が加わり、民族全体の一体性が強固なものとされてきた。左記の単位のうち、モヘレガについては神話における始祖ギクユ（Gĩkũyũ）とその妻ムンビ（Mũmbi あるいは Mũũmbi）の間にできた娘たちそれぞれの子孫として以下のものが知られている。
| クラン名                       | 始祖                                              |
| ------------------------------ | ------------------------------------------------- |
| Anjirũ                         | ワンジル（Wanjirũ）                               |
| Ambũi                          | ワンボイ（Wambũi）                                |
| Aceera                         | ワンジェリ（Wanjeri）あるいはワチェラ（Waceera）  |
| Angacikũ                       | ワンジク（Wanjikũ）                               |
| Ambura あるいは Ethaga、Akĩũrũ | ニャンブラ（Nyambura）あるいはワキウル（Wakĩũrũ） |
| Airimũ あるいは Agathigia      | ワイリム（Wairimũ）                               |
| Aithĩrandũ（あるいは Angeci）  | ワイゼラ（Waithĩra）あるいはワンゲシ（Wangeci）   |
| Angarĩ（あるいは Aithekahuno） | ワンガリ（Wangarĩ）                               |
| Angũi（あるいは Aithiegeni）   | ワングイ（Wangũi）                                |
| Aicakamũyũ                     | ワムユ（Wamũyũ）                                  |

## 習俗

### 名づけ
キクユ族の成員個々人の命名には特有の規則が見られる。詳細はキクユ族の名前を参照。

### 割礼
かつては男女ともに共同体における一大行事として成人儀礼である割礼が行われており、男子は割礼を受ける前は kĩhĩĩ〈少年〉、受けた後では mwanake〈青年〉、女子は受ける前では kĩrĩgũ〈少女〉、受けた後では mũirĩtu〈生娘〉というように呼称が区別されてきた。同時期に割礼を受けた者同士で構成される集団はリイカ（キクユ語: riika あるいは rika）と呼ばれるが、集団名には割礼を受けた当時の出来事がつけられ、民族に起こった歴史を伝える機能も有している。たとえば1891年のリイカは Mũtũng’ũ という名称で、これは一般名詞としては〈天然痘〉を意味するが、1891年にキクユ族の暮らす土地に天然痘が見られるようになったことを伝えている。
2012年以前の段階で女子の割礼は法的に禁止されており、男子も都市部の者は大半が病院で手術を受けるなど、共同体の儀礼としての意味は薄れている。しかし、1980年代後半に出現し、90年代後半からケニア社会でムンギキ（Mungiki）と呼ばれるようになったキクユの伝統的な価値観の復活を標榜する集団が存在するが、これは民族アイデンティティの要として女子割礼を女性に強要し、女性に対して襲撃をしかけるなどの暴虐を働いてきている。

### 結婚
伝統的に結婚の際は男性が女性の実家に対して婚資（英: bride price あるいは bridewealth; キクユ語: rũraacio あるいは rũracio）を払う習わしが存在する。支払いは数本のサトウキビやヒョウタン数本分の蜂蜜酒、ヤギや羊数十頭などで行われる。故に資産のない男は結婚することができず、Mwarĩ mwega ahĩtũkĩra thome wa ngĩa.〈良い娘は貧乏人の門を素通りしていった〉ということわざが生まれた。かつては男性が婚資を支払った後に娘が嫁に出されたが、現代においては先に娘が嫁いでから男性が長期的に婚資の支払いを行う例が多い。
また伝統的に一夫多妻制が存在し、民俗学者でもあったジョモ・ケニヤッタは「キクユは幼少の頃から、男になるというのはできる限り多くの妻たちとの家庭を愛して保つことであると教えられていた」と述べている。そのため、一人の男に対して妻が複数人いることを前提とした Aka erĩ nĩ nyũngũ igĩrĩ cia ũrogi.〈女房二人は毒の壺二個〉ということわざが存在する。

## キクユの人々
政治家・自由主義闘争家
- ジョモ・ケニヤッタ - ケニア共和国初代大統領
- ムワイ・キバキ - ケニア共和国3代大統領
- ワンガリ・マータイ - ノーベル平和賞受賞者

その他
- ルーシー・キバキ - ファーストレディ
- グギ・ワ・ジオンゴ - 文学者
- ジョン・グギ - ソウル五輪男子5000M金メダリスト
- キャサリン・ヌデレバ - マラソン選手
- サムエル・ワンジル - 北京五輪男子マラソン金メダリスト
- エリック・ワイナイナ - シドニー五輪男子マラソン銀メダリスト
- チャールズ・カマシ - 長距離選手。日本でも活躍。

## その他
- キリンヤガ　マイク・レズニックが書いたキクユ族を題材にしたSF小説。

## 脚註